# Eyes (песня Донны Саммер)
«Eyes» (с англ. — «Глаза») — песня американской певицы Донны Саммер, записанная для её двенадцатого студийного альбома Cats Without Claws (1984). Песня была написана самой Саммер и Майклом Омартианом, который также стал продюсером.
Песня стала третьим и последним синглом с альбома в Европе и Южной Африке. Песня не получила коммерческого успеха, заняв только 97-е место в сингловом чарте.

## Варианты издания
Великобритания — 12" (WEA International Inc. U 9103 T)
1. «Eyes» (Extended Mix) — 6:58
2. «I’m Free» — 6:18
3. «It’s Not the Way» — 4:22

Великобритания — 7" (Warner Bros. U 9103)
1. «Eyes» (Edit) — 3:45
2. «It’s Not the Way»

Германия — 12" (Warner Bros. 259 103-0)
1. «Eyes» (Extended Mix) — 6:58
2. «It’s Not the Way» — 4:22

Германия — 7" (Warner Bros. / WEA Musik GmbH 259 103-7)
1. «Eyes» — 3:45
2. «It’s Not the Way» — 4:22

Европа — 7" (Warner Bros. 259 103-0)
1. "Eyes (Edit)" - 3:45
2. "It's Not the Way" - 4:22

## Чарты
| Чарт (1985)                       | Высшая позиция |
| --------------------------------- | -------------- |
| Великобритания (UK Singles Chart) | 97             |